# Eathamakalhalli, Chintamani
Eathamakalhalli là một làng thuộc tehsil Chintamani, huyện Kolar, bang Karnataka, Ấn Độ.